# Södertäljes befolkning
Södertäljes befolkning är mångkulturell och utgjordes av 76 320 invånare vid slutet av 2020, varav 38 981 var män och 37 339 kvinnor. En majoritet av befolkningen i Södertälje bor i flerfamiljshus, medan cirka en fjärdedel är bosatta i småhus. Stadens utveckling har starkt påverkats av arbetskraftsinvandring, särskilt under 1900-talets andra hälft, vilket har resulterat i en stor andel invånare med rötter i bland annat Finland och Mellanöstern. De största minoritetsgrupperna inkluderar finländare och assyrier/syrianer, vilka båda har satt betydande avtryck i stadens kultur, språk och föreningsliv.

## Demografi
| Åldersgrupp      | Antal invånare |
| ---------------- | -------------- |
| Män 0-19 år      | 9 341          |
| Män 20-64 år     | 24 518         |
| Män 65- år       | 5 122          |
| Män totalt       | 38 981         |
| Kvinnor 0-19 år  | 9 039          |
| Kvinnor 20-64 år | 21 762         |
| Kvinnor 65- år   | 6 538          |
| Kvinnor totalt   | 37 339         |
| Totalt 0-19 år   | 18 380         |
| Totalt 20-64 år  | 46 280         |
| Totalt 65- år    | 11 660         |
| Total befolkning | 76 320         |

Av Södertälje tätorts 76 320 invånare vid slutet av 2020 var 37 339 kvinnor och 38 981 män. 2020 bodde det 53 249 personer i flerfamiljshus, jämfört med 22 212 som var bosatta i småhus. En mindre grupp bor i övriga boendeformer.

### Stadsdelar
Södertäljes stadsdelar delas in i nordväst, nordöst, sydväst och sydöst. Till de nordvästra stadsdelarna hör Lina hage, Ronna, Karlhov, Geneta, Bårsta och Vasa. Till de nordöstra stadsdelarna hör Ragnhildsborg, Ritorp, Brunnsäng, Grusåsen, Weda, Oxelgrenshagen, Moraberg, Tubo-Ljung och Listonhill.
Till de sydvästra stadsdelarna hör Blombacka, Västergård, Mariekälla, Hovsjö, Saltskog, Södertälje Södra, Scaniaområdet, Gläntan, Södertälje Syd, Södertälje hamn och Pershagen. Till de sydöstra stadsdelarna hör Rosenlund och Hagaberg, Fornhöjden, Glasberga, Viksängen, Östertälje och Igelsta.

### Befolkningsutveckling
| Befolkningsutvecklingen i Södertälje 1960–2020 | Befolkningsutvecklingen i Södertälje 1960–2020 | Befolkningsutvecklingen i Södertälje 1960–2020 | Befolkningsutvecklingen i Södertälje 1960–2020 | Befolkningsutvecklingen i Södertälje 1960–2020 |
| ---------------------------------------------- | ---------------------------------------------- | ---------------------------------------------- | ---------------------------------------------- | ---------------------------------------------- |
|                                                |                                                |                                                |                                                |                                                |
| År                                             |                                                |                                                | Folkmängd                                      |                                                |
| 1960                                           | 1960                                           |                                                | 33 721                                         |                                                |
| 1980                                           | 1980                                           |                                                | 58 711                                         |                                                |
| 2005                                           | 2005                                           |                                                | 60 279                                         |                                                |
| 2020                                           | 2020                                           |                                                | 76 320                                         |                                                |

Under 1700-talet steg stadens befolkning för första gången till över 1000 personer.
Efter andra världskriget ökade behovet av arbetskraft i stadens fabriker och en stor befolkningstillväxt inleddes. Inledningsvis var flera av de inflyttade tidigare skogs- eller lantbruksarbetare från Norrland, men efter andra världskrigets slut inleddes även rekrytering från andra länder. Under åren förändrades Södertälje från badort med homogen befolkning till industristad med hög grad av inflyttade. Merparten av arbetarna rekryterades från de industrialiserade delarna av Grekland och Jugoslavien samt Finland.
Under 1970-talet rådde lågkonjunktur, och den tidigare starka befolkningstillväxten avstannade. Efter lågkonjunkturen stabiliserades invånarantalet omkring 57 000-60 000 invånare från 1970, men efter 2005 började befolkningen åter öka till en nivå på cirka 76 000 personer i tätorten 2020.

### Minoriteter

#### Finländare
Från 1500-talet finns belägg för finländare bosatta omkring Södertälje. Inrättandet av gemensam arbetsmarknad inom Norden 1954 innebar en start för större arbetskraftsinvandring från Finland till Sverige. 1960-talets stora behov av arbetskraft till Södertäljes industrier medförde att finländare flyttade till staden, bland annat för arbete på Scania, varav många bosatte sig i stadsdelen Saltskog. Många hade en ambition att endast bo och arbeta ett par år i Sverige för att sedan återvända, men stannade då de rotat sig och skaffat familjer.
Omkring 6 600 personer i kommunen beräknades vara finsktalande 2004. Hela Södertälje kommun ingår i förvaltningsområdet för finska. I staden finns både finskspråkig förskola samt finsk undervisning i en av grundskolorna. Flera företag i Södertälje annonserar att de erbjuder service på finska,, och i bland annat Sankta Ragnhilds kyrka firas högtider på finska. I Södertälje finns finns finsk kulturförening, samt finskspråkig närradiostation och teater. Användningen av finska språket i staden är dock minskande. 1986 gick 600 elever i finska klasser i Södertälje, men 2021 hade antalet minskat så mycket att den sista finska klassen var nedläggningshotad och ersattes med deltidsundervisning på finska.

#### Assyrier/Syrianer

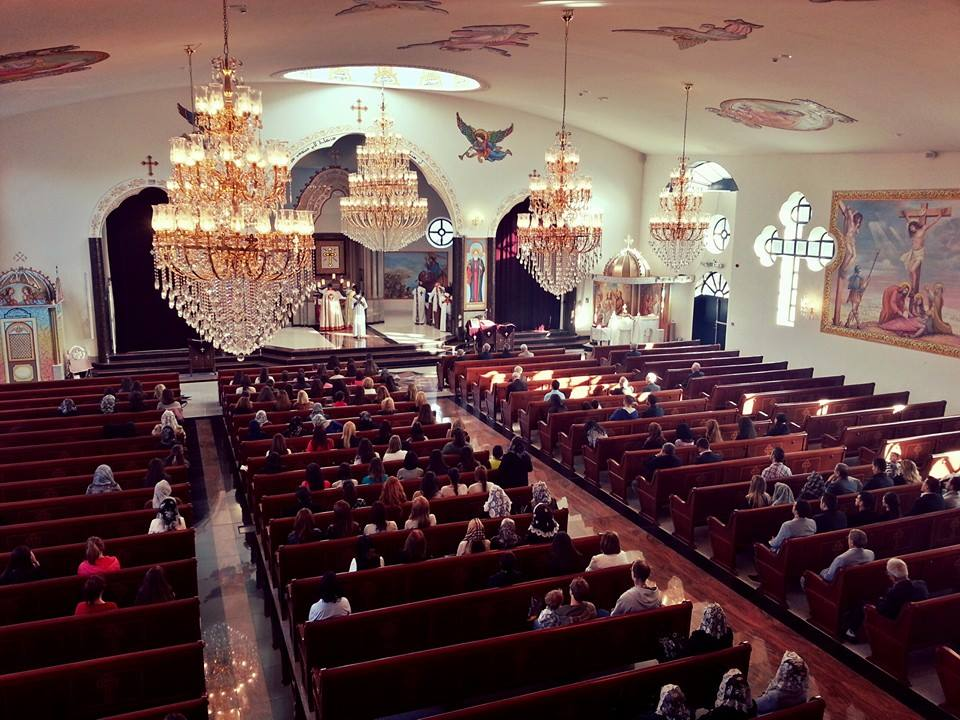
Sankt Jacob av Nsibin syrisk-ortodoxa katedral.

De första assyrierna kom till Sverige 1967. I mars 1967 kom fem assyriska familjer till Södertälje. Vid tiden gjorde möjligheterna till arbete på Scania staden populär att bosätta sig bland inflyttande grupper, och fler assyrier anslöt efter att en syrisk-ortodox församling bildats. Vid slutet av 1976 bodde ca 6000 personer från gruppen i Södertälje. Efter 1977 avstannade inflyttningen av assyrier, och har därefter främst skett som anhöriginvandring. I samband med Irakkriget flyttade ytterligare en grupp kristna östassyrier till staden under perioden 2003-2007. Södertäljes assyrier/syrianer kom primärt att bosatta sig i stadsdelarna Hovsjö, Ronna och Geneta.
Även om de flesta assyrier/syrianer i Sverige inte bor i Södertälje, har flera av dess föreningar och religiösa institutioner säte i staden. I Södertälje finns bland annat Sankt Efraims domkyrka och Sankt Jacob av Nsibins katedral. Inom gruppen finns idrottsföreningarna Assyriska FF och Syrianska FC. Från Södertälje sänder den syrianska satellitkanalen Suryoyo Sat.

## Sociala förhållanden

### Kriminalitet
Stadsdelen Ronna (inklusive närbelägna Geneta och Lina) och Hovsjö definieras 2023 som särskilt utsatta områden, och Fornhöjden som riskområde. Samtliga är områden där avståndet till Södertäljes stadskärna är långt, och med hög grad av befolkning med utländsk bakgrund. Saltskog definieras som utsatt område.